# Sentimientos de la Nación
Sentimientos de la Nación är en ort i Mexiko.   Den ligger i kommunen Veracruz och delstaten Veracruz, i den sydöstra delen av landet, 300 km öster om huvudstaden Mexico City. Sentimientos de la Nación ligger 40 meter över havet och antalet invånare är 521.
Terrängen runt Sentimientos de la Nación är platt. Runt Sentimientos de la Nación är det ganska tätbefolkat, med 230 invånare per kvadratkilometer. Närmaste större samhälle är Veracruz, 10,5 km nordost om Sentimientos de la Nación. Trakten runt Sentimientos de la Nación består till största delen av jordbruksmark.